# Oxytropis jabalambrensis
Oxytropis jabalambrensis là một loài thực vật có hoa trong họ Đậu. Loài này được (Pau) Podlech miêu tả khoa học đầu tiên.